# نادي بانيتوليكوس
نادي بانتليكوس (باليونانية: ΠΑΕ Παναιτωλικός)‏ هو نادي كرة قدم يوناني يتمركز في مدينة أغرينيو في اليونان ، تأسس في سنة 1926 ،ينافس حالياً في دوري السوبر اليوناني أعلى دوري كرة في اليونان.

## وصلات خارجية
- الموقع الرسمي باللغة اليونانية
- الموقع الرسمي باللغة الإنغليزية